# 카타리나 밴더럼
카타리나 밴더럼(Katarina Van Derham, 1975년 12월 11일 ~ )는 슬로바키아, 미국의 모델, 배우이다. 맥주 브랜드 세인트 폴리 걸(St. Pauli Girl)의 최장기간 모델로 유명하다. 온라인 패션지 "비바 글램"(VIVA GLAM)의 창간자이다. 드라마 《안투라지》에서 밥 서겟의 여자친구로 출연하기도 했다.